# Hydriomena exculpata
Hydriomena exculpata là một loài bướm đêm trong họ Geometridae.